# Paul Serre
Pour les articles homonymes, voir Serre.
Pas d'image ? Cliquez ici

a Compétitions nationales et continentales officielles uniquement.

b Matchs officiels uniquement.
Dernière mise à jour le 10 mars 2013.
Paul Serre, né le 13 décembre 1895 à Clairac en Lot-et-Garonne et mort le 14 juillet 1972 à Boulogne-Billancourt, est un joueur français de rugby à XV qui évolue au poste d'ailier ou de centre. Il joue la plus grande partie de sa carrière avec l'AS Perpignan avec qui il remporte un titre de championnat de France en 1914.

## Biographie
Fils du pasteur protestant Prosper-Émile Serre, frère du pharmacien Jean Serre et donc oncle du mathématicien Jean-Pierre Serre, Paul Serre commence le rugby à XV avec l'Union athlétique libournaise avant de rejoindre l'Association sportive perpignanaise. En 1914, il dispute et remporte la finale du championnat de France avec le club catalan face au Stadoceste tarbais. La Première Guerre mondiale terminée, il revient jouer pour l'US Perpignan (issue de la fusion entre l'AS Perpignan et du Stade olympien perpignanais) aux côtés notamment de Roger Ramis. Lors de la saison 1919-1920, il en est le premier capitaine[réf. nécessaire]. En 1920, il est sélectionné pour affronter l'Écosse le 1er janvier puis l'Angleterre le 31 dans le cadre du Tournoi des Cinq Nations, devenant ainsi le premier joueur d'un club perpignanais à être retenu comme international[réf. nécessaire]. Il quitte ensuite son club catalan et joue avec le RC Narbonne, puis le Stade français. Mais en 1922, il prend du recul pour mieux se consacrer à son travail permanent de directeur du service commercial chez Peugeot.
Il meurt le 14 juillet 1972 à Boulogne-Billancourt à l'âge de 76 ans.

## Statistiques en équipe nationale
Paul Serre compte deux capes avec l'équipe de France, le 1er et 31 janvier 1920 contre l'équipe du pays d'Écosse et contre celle d'Angleterre lors du Tournoi des Cinq Nations 1920.
| Année | Compétition              | Matchs | Points | Essais |
| ----- | ------------------------ | ------ | ------ | ------ |
| 1920  | Tournoi des Cinq Nations | 2      | -      | -      |
| Total | Total                    | 2      | 0      | 0      |

## Palmarès
- Vainqueur du championnat de France en 1914